# A Momentary Lapse of Reason
A Momentary Lapse of Reason (укр. Короткочасне помутніння розуму) — 13-й музичний альбом гурту «Pink Floyd», що випустили компанії звукозапису «EMI Records» (7 вересня 1987 року) та «Columbia Records» (8 вересня 1987 року). Перший диск «Pink Floyd», якого записали без Роджера Вотерса. Альбом записували 1987 року в Лондоні протягом семи місяців. Своєрідний звук альбому створили не тільки постійні учасники групи, але ще 16 інших музикантів і співаків.

## Історичні відомості
У 1986 році Роджер Вотерс заявив привселюдно, що він залишає «Pink Floyd», назвавши групу «творчо виснаженою», маючи на увазі, що без нього вона не зможе існувати. Менеджер «Пінк Флойд» виступив із спростуванням в пресі, оголосивши про намір групи продовжувати творити і надалі. Це були перші взаємні випади у самий гіркий період розвитку групи, у той час як Вотерс був зайнятий невдалими, як виявилося пізніше, спробами блокувати творчу діяльність «Пінк Флойд», спочатку через суд, а потім і сольною кар'єрою. Девід Гілмор і Нік Мейсон почали роботу над новим альбомом. Гілмор довгий час не знав, чи буде новий альбом його черговим сольником або ж першою роботою оновлених «Флойд», однак зрештою вирішив на користь другого, хоча до того часу, як він запросив своїх колег, багато чого вже записали сесійні музиканти. Критика Вотерса зводилася до того, що альбом вийшов лише імітацією «Пінк Флойд», створеної армією «авторів-примар» і запрошених музикантів. У той час Гілмор це заперечував, але пізніше, в інтерв'ю, він зробив несподіване зізнання:

| Нік зіграв на парі тамтамів в одній з пісень, а для інших мені довелося наймати інших ударників. Рік грав у декількох фрагментах. Здебільшого ж грав на клавішних я, вдаючи, що це він. |
Річард Райт після консультації з юристами вирішив формально в групу не входити, а працювати за зарплату. Його прізвище на обкладинці надрукували дрібним шрифтом, який використовували для запрошених музикантів, і його не зобразили поруч із Гілмором і Мейсоном на портретах роботи Девіда Бейлі в художньому оформленні альбому. Безліч проблем була пов'язана саме з написанням лірики, тому Гілмор вдався до допомоги сторонніх осіб — зокрема, Ентоні Мура з групи «Slapp Happy», це стало однією з причин того, чому в альбомі було досить багато інструменталу. Співпродюсерами стали Боб Езрін і Девід Гілмор, що викликало ще більше роздратування Вотерса, який заявив, що Езрін не стримав слово стати продюсером його альбому «Radio K.A.O.S.», замість цього почавши роботу над проєктом «Пінк Флойд». Запис розпочали у плавучому будинку-студії Гілмора «Асторія», потім продовжили в Лос-Анджелесі, де працювали запрошені музиканти, а група ховалася від дзвінків адвокатів, що готувалися до битви з Вотерсом. Частково використовували і студію «Британія Роу». Вотерса замінив один з провідних бас-гітаристів світу Тоні Левін. Пет Леонард зіграв на синтезаторах, а Джим Келтнер і Кармін Аппіс — на ударних інструментах.
Альбом не дотягнув до рівня шедеврів, які випускала група у повному складі, і дійсно нагадував більше сольну роботу Гілмора, ніж повноцінне колективне творіння, однак все одно публіка його вважала набагато кращим за останнє творіння з Вотерсом «The Final Cut»

## Список пісень
| #     | Назва                                                  | Автор                     | Тривалість |
| ----- | ------------------------------------------------------ | ------------------------- | ---------- |
| 1.    | «Signs of Life» (інструментал, з голосом Ніка Мейсона) | Гілмор, Езрін,            | 4:24       |
| 2.    | «Learning to Fly»                                      | Гілмор, Мур, Езрін, Керін | 4:53       |
| 3.    | «The Dogs of War»                                      | Гілмор, Мур               | 6:05       |
| 4.    | «One Slip»                                             | Гілмор, Манзанера         | 5:10       |
| 5.    | «On the Turning Away»                                  | Гілмор, Мур               | 5:42       |
| 6.    | «Yet Another Movie/Round and Around» (інструментал)    | Гілмор, Леонард/Гілмор    | 7:28       |
| 7.    | «A New Machine (Part 1)»                               | Гілмор                    | 1:46       |
| 8.    | «Terminal Frost» (інструментал)                        | Гілмор                    | 6:17       |
| 9.    | «A New Machine (Part 2)»                               | Гілмор                    | 0:38       |
| 10.   | «Sorrow»                                               | Гілмор                    | 8:46       |
| 51:14 |                                                        |                           |            |

## Опис альбому

### Signs of Life
Ознаки життя
(Гілмор, Езрін)
Інструментал, місцями вельми нагадує «Shine On …». Хлюпоче вода, хтось пливе в човні на веслах, співають птахи. Потім з'являються тривожні клавішні, чутно якісь розмови. Зрештою клавішні та оркестр починають грати тривожну, але місцями урочисту мелодію. З'являється гітара, яка видає час від часу якісь несміливі акорди в блюзовом дусі. До речі, спочатку альбом хотіли назвати саме з цієї композиції, однак потім зрозуміли, що назва «Ознаки життя» тільки дасть зайвий привід зубоскалити різним критикам.

### Learning to Fly
Вчимося літати
(Гілмор, Мур, Езрін, Керін)
Енергійна розмірена поп-рок-композиція, найвідоміша з цього альбому, і тому їй трохи дісталося, хоча все одно хороша. Гілмор розповідає про переживання, що виникають, коли вчишся літати. Трактувати, що тут він має на увазі під польотами, можна по-різному. Якщо прийняти це за метафору, то, можливо, він говорить про нелегкий тягар управління групою, однак написана ця композиція тоді, коли він дійсно навчався літати на літаку — пілотом, що стало для нього хобі. У середині навіть можна почути голос Ніка Мейсона, який перевіряє літак перед польотом, тобто навіть якщо це все і метафора, то і реальний пласт не можна скинути з рахунків. На бек-вокалі Гілмору підспівує жіночий хор, що для пост-вотерсівського «Pink Floyd» стало нормою, причому з підозрою, що не всім це подобається.

### The Dogs of War
Пси війни
(Гілмор, Мур)
Потужна тема, назва якої відсилає ще до Шекспіра (п'єса «Юлій Цезар») і яка з'явилася в результаті прочитання однойменної книги англійського письменника Фредеріка Форсайта, відомого також книгою «День Шакала», вже двічі екранізованій (в 1973-го і 1997 року з Брюсом Віллісом). Гілмор каже про найманців — людей, в яких є темна сторона, імовірно, перемогла над світлою (майже «Зоряні війни»). Тривожні синтезатори і маршовий ритм створюють неповторну атмосферу. Знову Гілмору підспівують жінки, що робить вокал ще виразнішим. У певний момент з'являється жорстке гітарне соло, підтримуване фортепіано і ритмостворюючою басовою партією. Темп сповільнюється і з'являється агресивний саксофон. Потім ми повертаємося до початку — тепер тривожна мелодія звучить під саксофонні або гітарні акорди.

### One Slip
Один промах
(Гілмор, Манзанера)
Композиція, що не надто запам'ятовується, хоча назву альбому, яку трудно вимовити, і взято з неї. (Вотерс навіть змушений був визнати, що назва «Короткочасна втрата розуму» вельми вдала «для так званого пінкфлойдівського диска», який він вважав «середньою підробкою».) Основною темою пісні стає несподіваний прояв пристрасті до когось, що потім може вплинути на все життя. Клавішні, якісь дивні звуки, потім виникають ударні та гітара. Композиція вийшла досить швидкою, ритм в ній задає Райт, але звучить вона дуже схоже на будь-що з репертуару Алана Парсонса, причому не в найкращі його роки.

### On the Turning Away
Зречення
(Гілмор, Мур)
Безперечна удача. Починається як балада — з співу під тихе синтезаторне звучання. Поступово з'являються акустична гітара і безліч інших інструментів, в тому числі й оркестрових. Гілмор як би виконує роль проповідника, що звертається до людей зі словами «Не відвертайтеся від тих, кому погано» і сподівається, що його почують. У середині звучить відмінний, але, на жаль, короткий інструментал — жорстка гітара, яка незабаром стихає. Музика повертається вже з жіночим бек-вокалом. Потім з'являється відмінне соло, поки не змовкає музика.

### Yet Another Movie
І ще одне кіно
(Гілмор, Леонард)
Уривчасті моторошні звуки, ніби хтось намагається достукатися і проникнути куди-небудь. Виникають далекі клавішні, які то віддаляються, то наближаються. З'являється драм-ритм під гітарні програші. Вокал віддається тихим, але тривожним відлунням. Текст являє собою спробу Гілмора написати що-небудь емоційне, але в той же час без конкретики. Вийшло щось на зразок коротких сюрреалістичних замальовок, які здаються непов'язаними одна з одною, однак у цей же час малюють дуже цікаву картину. До речі, саме тут з'являється рядок «бачення порожнього ліжка», який надихнув на створення дуже ефектної обкладинки з сотнями лікарняних ліжок на морському березі. На задньому плані можна почути діалоги з фільмів «Касабланка» і «У порту» з Марлоном Брандо. Знову слід зазначити відмінне гітарне соло, що рветься далеко-далеко під небеса, але знову занадто коротке. Ближче до кінця ритм змінюється — йде гітарне соло, його перериває короткий інструментал «Round and Around», в якому звучить затихаючий клавішний ритм з рідкісними гітарними програшами.

### Round and Around
Околясом
(Гілмор)
Інструментал, що завершує «Yet Another Movie», на CD-версії їх індексували однією композицією. Існує п'ятихвилинний варіант інструменталу, який ніде не випускали.

### A New Machine (Part 1)
Нова машина (Частина 1)
(Гілмор)
Щось дивне і напевно подразнююче, але прекрасно ілюструє почуття самотності, оскільки перед нами постає образ (досить неконкретної) людини, а може бути, і якоїсь механічної істоти, яка перебуває десь у нескінченному очікуванні. Ніякого відношення до відомої композиції «Welcome to the Machine» ця тема не має. Проривається до нас вокал Гілмора, якого одночасно дублює той же голос, який пропустили через вокодер, на тлі клавішних. Між фразами великі паузи, що ще більш підсилює враження від цієї композиції.

### Terminal Frost
Заключний мороз
(Гілмор)
8-хвилинний інструментал, що нагадує про золоті дні групи. Гілмор планував цю річ для свого сольника, а коли стали записувати цей альбом, хотів перетворити її в пісню. Нічого не вийшло, а назва («Заключний мороз»), ймовірно, відображає взаємини Девіда з Роджером Вотерсом. У цій розміреній музиці можна по черзі, або по частинах, поєднувати, щоб почути всіх — Райт грає на синтезаторах або фортепіано, Гілмор показує своє володіння гітарою, з'являється саксофон. Музика звучить то сумно, то урочисто. Чується фраза: «Більше ніколи». Поступово музика стихає.

### A New Machine (Part 2)
Нова машина (Частина 2)
(Гілмор)
Повторення чогось дивного — тільки коротше і з іншими словами. Людина або істота упокорюється з тим, що їй доведеться перебувати в ізоляції до скону своїх днів.

### Sorrow
Туга
(Гілмор)
Одна з найкращих композицій в альбомі. Протягом тривалого часу звучать тривожні клавішні, а повітря ріже жорсткий гітарний звук, який, щоб домогтися бажаного ефекту, записали в порожньому залі лос-анджелеської спортивної арени через дуже потужні динаміки. Потім з'являється ритм і Гілмор починає співати. Першу строку «Приємний запах печалі огорнув землю» він взяв з якогось вірша, автора якого він згадати не зміг. Текст, до речі, він написав раніше музики, що досить рідко було в його творчості. Вийшла ефектна композиція про смуток або журбу, що охоплює людину. Знову запам'ятовується гітарне соло і ліричний вокальний момент, коли хор (тут можна почути Райта) співає: «Один світ, одна душа, йди час, течи ріка». Композиція закінчується довгим інструменталом, поки все не змовкає.

## Концепція

### Назва альбому
Назва альбому залишалася під питанням до самого останнього моменту. Можливі варіанти включали: «О клятвах порушених» («Of Promises Broken»), «Ознаки життя» («Signs Of Life»), «Омани зрілого віку» («Delusions Of Maturity»). Нарешті зупинилися на назві «Миттєве помутніння розуму» («A Momentary Lapse Of Reason», рядок з пісні «One Slip»), незважаючи на висловлювання Дейва, що така назва для попсової платівки надто наворочена. Воно послужило чудовою мішенню для саркастичних зауважень Вотерса (втім, важко уявити, щоб Роджер, який ніколи не ліз за словом в кишеню, не знайшов би, як влучно прокоментувати будь-який інший варіант). « A Momentary Lapse Of Reason» є одномоментною підробкою «, — заявив Роджер в інтерв'ю „Rolling Stone“.

### Обкладинка
Для додання продукту ще більшої привабливості Гілмор запросив для створення обкладинки дизайнера Сторма Торгесона, як в і 70-ті. Його сюрреалістичне бачення лікарняних ліжок на березі мало стати остаточним підтвердженням того, що альбом „A Momentary Lapse Of Reason“ — типовий „флойдівський“ твір. Основою для створення Торгесоном такого разючого образу стала фраза » бачення порожнього ліжка " (" visions of an empty bed «) з пісні „Yet Another Movie“ і кілька розмита думка Дейва про » ліжко в будинку зі слідами зникаючих відносин, від яких залишилося тільки відлуння «. Це наштовхнуло Сторма на думку: використання конкретного ліжка, а саме — у кількості близько 800 штук, що перетворилися на справжню річку з ліжок. Цей образ прив'язували до лейтмотиву альбому.

| «Здійснити цю задумку було страшенно важко, ні з того ні з сього пішов дощ, а всі 800 ліжок виставлені та заправлені. Довелося знову їх заносити в приміщення. Але спрацювало все відмінно, покупці посміхаються, коли бачать цю обкладинку, бо вона — не підробка, а справжня» Сторм Торгесон |

## Тур на підтримку альбому

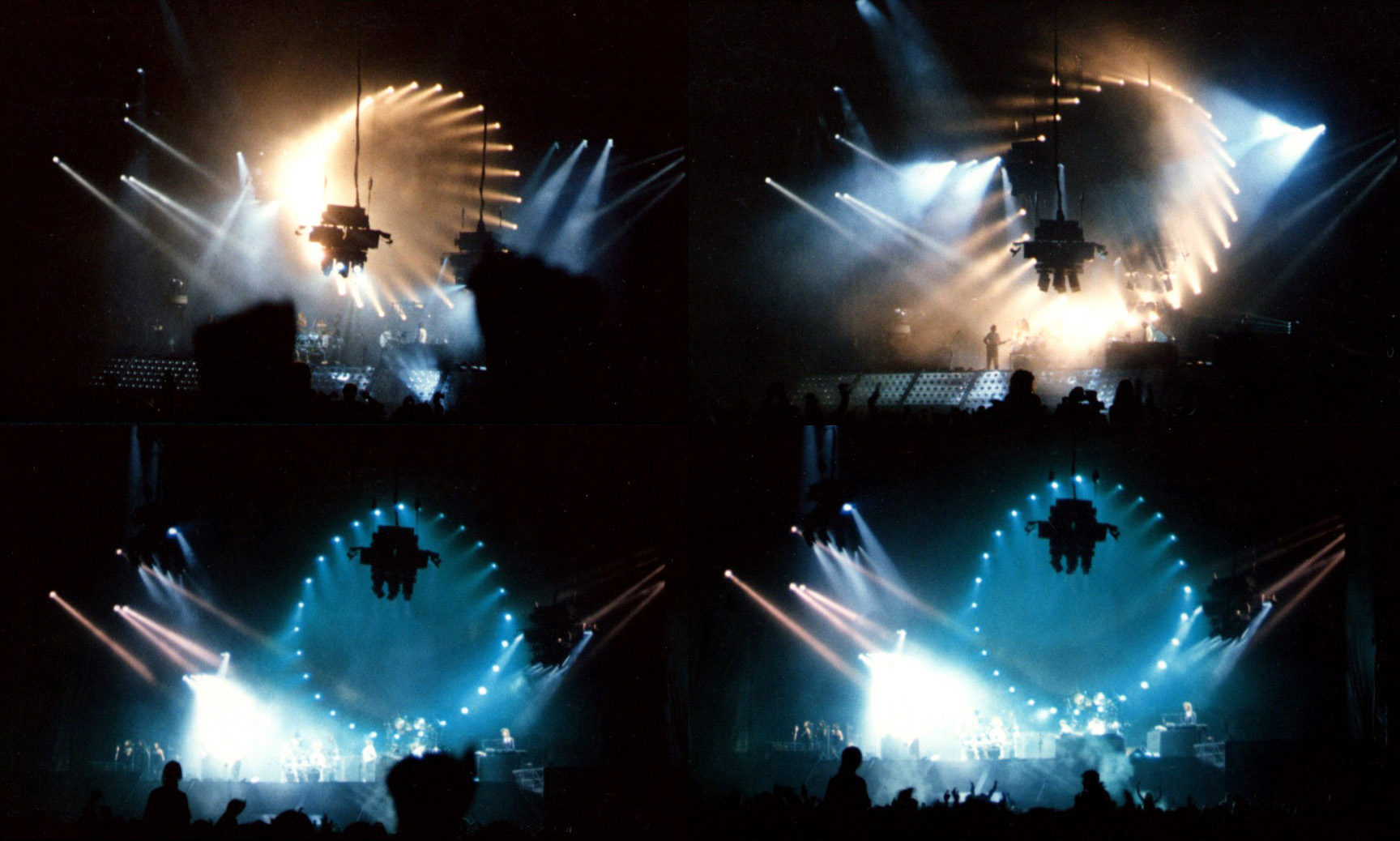
Виступ Pink Floyd під час концертного туру A Momentary Lapse of Reason

### Підготовка
Завершивши роботу над альбомом „A Momentary Lapse Of Reason“, „Pink Floyd“ разом з командою дизайнерів і режисерів витратили 5 місяців на розробку нового сценічного шоу. Витрати на проведення турне перевищили 3 мільйони доларів, які Гілмор і Мейсон виклали зі своїх кишень. Менеджер Стів О'Рурк не був упевнений в успіху і не вклав ані цента. Гілмор розповідав, що вони з Мейсоном склали список багатьох назв композицій «Pink Floyd» і буквально влаштували конкурсний відбір що варто грати, а що ні. Наприклад, хто на тому альбомі співав пісню, чи були до неї підходящі кадри, чи була пісня приголомшливою і тому подібне. В результаті не відібрали жодної пісні з «The Final Cut» і «Animals», хоча «Sheep» мало не пройшла відбір, а знаменита 40-футова свиня взяла участь у концертах. Дейв і Нік змовилися зазіхнути на копірайт Роджера Вотерса, заявлений на саму ідею присутності в шоу свині, і забезпечили її парою величезних яєць. Творчість до «Dark Side» було представлено лише «One Of These Days» та іноді «Echoes», тому що як жартував Мейсон, " не зовсім органічно, коли Дейв, який наблизився до середнього віку, буде виводити тексти про літаючого Альбатроса."
Для музичного супроводу концертів, Гілмор привернув свого старого друга Тіма Ренвіка як другого гітариста, клавішника Джона Керіна, саксофоніста Скотта Пейджа, басиста Гая Пратта і бек-вокалісток Маргарет Тейлор та Рейчел Ф'юрі.

### Концерти
Канада — в обстановці найсуворішої секретності новий «Pink Floyd» протягом місяця репетирував своє шоу в аеропорту Торонто, в підходящому за розміром ангарі компанії «Air Canada». Обравши місцем проведення концертів стадіони і велетенські концертні майданчики, 9 листопада 1987 року в Оттаві група почала грандіозне світове турне, що тривало весь 1988 рік. Потім, оскільки інтерес публіки не слабшав, концерти тривали і в 1989-му, і в 1990-му. І чим голосніше Вотерс називав нові шоу "соусом без м'яса" і переводив «гілморовцям» всякі юридично заморочені претензії — як наприклад, вимога виплати в 1989 році 35 тисяч доларів авторського гонорару за створення оригінальної ідеї летючої свині, — тим більше вони ставилися до нього не як до загрози, а як до прикрої перешкоди. (Іншим неприємним наслідком нескінченного турне став розпад останнього з перших шлюбів «флойд» — Дейва і Джинджер Гілмор).
США — після виступу в Нью-Йорку на критому стадіоні (це було о 3:00 ранку), група дала незапланований концерт в нічному клубі в Іст-Віллідж, виконавши кілька блюзових джемів. У інших пунктах турне, що включало навіть Австралію, теж не обійшлося без подібних сюрпризів. У Атланті Гілмор додав до колективу третю бек-вокалістку — Дургу Макбраун, поклавшись на відгуки про її роботу з Найлом Роджерсом, лідером групи «CHIC», це була примха Дейва — додати в ансамбль трохи «кольору» — чорношкіру виконавицю. На наступних концертах кольору стало ще більше — сестра Дурги, Лорелея, замінила Маргарет Тейлор. Концерти в Атланті послужили основою для відеокліпів «Dogs Of War» і «On The Turning Away», а також live-синглу «On The Turning Away»/«Run Like Hell».
Токіо — «Pink Floyd» були змушені виключити з програми «On The Run», бо рівень потужності звуку в ній перевищував допустимі для залу норми. Замість цього у зв'язці з «Time» три вокалістки з блиском виконали кульмінацію «The Great Gig In The Sky», цю класичну композицію, написану Ріком Райтом, яка залишалася цвяхом всіх наступних виступів групи.
Берлін — поява «Флойдів» із західного боку Берлінської стіни викликало заворушення в східній частині міста, бо маса фанів хотіла пробратися ближче, щоб послухати музику. Ніхто й уявити не міг, що лише через рік ця стіна впаде.
Москва — «Pink Floyd» битком забили 30-тисячний стадіон «Олімпійський», влаштувавши там протягом цілих п'яти вечорів «гласності» найбільший і повний ейфорії рок-спектакль, який коли-небудь ставили в СРСР.
Венеція — 200 000 шанувальників заповнили площу Святого Марка на безкоштовному концерті на плаваючій сцені у Великому каналі. Місцеві пам'ятки на тлі сценічного дійства групи змогли побачити телеглядачі по всій Європі. Міські служби Венеції виявилися не готові до настільки трудомісткої події, і численні скандали привели до відставки мера Антоніо Казелатті.
Лондон — «Pink Floyd» ознаменували своє повернення додому виступом на відкритому повітрі. Колишні помічники Джо Бойд і Пітер Дженнер були зворушені тим, що колектив надіслав їм запрошення.
У 1989 році вийшов повнометражний концертний відеофільм «A Delicate Sound Of Thunder» («Ніжний гуркіт грому»), знятий в нью-йоркському «Nassau Coliseum» і названий так само, як і концертний альбом. Незвичайну обкладинку (взята з заключних кадрів кліпу Пітера Гебріела «Sledge Hammer» 1986 року) знову розробив Сторм Торгесон. Вона відповідала поняттям групи про світло та звук. У самому кінці фільму на екрані з'являється скромне згадування про "заслуги деяких товаришів: Оригінальна концепція літаючої свині — Р. Вотерс".

## Сертифікації
| Країна          | Провайдер        | Сертифікація | Рік  |
| --------------- | ---------------- | ------------ | ---- |
| Австрія         | IFPI Austria     | Золото       | 1994 |
| Велика Британія | BPI              | Золото       | 1987 |
| Німеччина       | BVMI             | Золото       | 1987 |
| Іспанія         | PROMUSICAE       | Платина      | 1987 |
| Канада          | Music Canada     | 3 x Платина  | 1987 |
| США             | RIAA             | 4 x Платина  | 2001 |
| Швейцарія       | IFPI Switzerland | 2 x Платина  | 1990 |

## Чарти
| Рік       | Назва чарта                                | Найвища позиція | Перебування в чарті | Перший тиждень  | Останній тиждень |
| --------- | ------------------------------------------ | --------------- | ------------------- | --------------- | ---------------- |
| 1987—1988 | UK Albums Chart                            | 3               | 34 тижня            | 3 (19.09.1987)  |                  |
| 1987—1988 | US Billboard 200                           | 3               | 56 тижнів           |                 | 180              |
| 1987—1988 | Австрія (Alben Top 75)                     | 3               | 22 тижня            | 6 (15.10.1987)  | 32 (01.09.1988)  |
| 1987—1988 | Австралія (Album Top 50)                   | 47              | 3 тижня             | 48 (26.06.1988) | 47 (17.07.1988)  |
| 2006—2010 | Італія (Italy Albums Top 100)              | 33              | 7 тижнів            | 45 (4.07.2006)  | 90 (26.10.2010)  |
| 1987—1988 | Німеччина                                  | 2               | 34 тижні            |                 |                  |
| 1987—1988 | Нідерланди (Album Top 100)                 | 2               | 44 тижня            | 10 (19.09.1987) | 73 (24.09.1988)  |
| 1987—1988 | Нова Зеландія (Album Top 40)               | 1               | 25 тижнів           | 11 (15.11.1987) | 43 (29.05.1988)  |
| 1987—1988 | Норвегія (VG-lista) (Album Top 40)         | 2               | 12 тижнів           | 3 (1987)        | 17 (1987)        |
| 2011      | Франція (Top 200 Albums)                   | 135             | 1 тиждень           | 135 (1.10.2011) | 135 (1.10.2011)  |
| 1987—1988 | Швейцария (Schweizer Hitparade)            | 2               | 31 тиждень          | 2 (20.09.1987)  | 28 (09.10.1988)  |
| 1987—1988 | Швеція (Sverigetopplistan) (Albums top 60) | 3               | 7 тижнів            | 11 (16.09.1987) | 38 (09.12.1987)  |

## Учасники запису
Pink Floyd
- Девід Гілмор — вокал, гітара, клавішні, секвенсор, продюсування;
- Нік Мейсон — ударні, перкусія, драм-машина, звукові эфекти.

А також
- Річард Райт — клавішні, бек-вокал;
- Боб Езрін — клавішні, перкусія, секвенсор, продюсування;
- Тоні Левін — бас-гітара, стік Чепмена;
- Джим Келтнер — ударні;
- Джон Карін — клавішні;
- Майкл Ландау — гітара;
- Том Скотт — альт-саксофон, сопрано-саксофон;
- Скотт Пейдж — тенор-саксофон;
- Кармайн Аппіс — ударні;
- Білл Пейн — орган Хаммонда;
- Пет Леонард — синтезатор;
- Джон Хеллівел — саксофон;
- Стів Форман — перкусія;
- Дарлін Колденхейвен, Кармен Твіллі, Філліс Сент-Джеймс, Донні Джеррард — бек-вокал;
- Ендрю Джексон — режисер звукозапису, мікширування;
- Джеймс Гатрі — додаткове перемікширування;
- Стів О'Рурк — менеджер.